# 库苏古尔湖水路局
库苏古尔湖水路局是1930年代由蒙古人民共和国政府成立的旨在负责库苏古尔湖航运的管理机构，主要目的是运输石油，只有7名軍人。水路局於1997年后撤销，后常被称为“蒙古海军”，但目前蒙古国并没有海军编制。

## 历史
1930年代，蒙古人民共和國建立後依附于苏联保护下，蒙古人民軍得到其赠与的一条小型船，用于库苏古尔湖运输石油，以此为目的组建船队以保卫石油运输，该船以为蒙古争取独立的过程中最重要的人物达木丁·苏赫巴托尔为名被定名为「苏赫巴托尔号」。后来，库苏古尔湖成了蒙古的旅游度假地区，基于环境保护的原因蒙古国停止了这一计划。随着岁月的流逝，「苏赫巴托尔号」及其替代船只「苏赫巴托尔二号」均退役。

## 后续
蒙古政府在1997年对船队推行了私有化管理，所以苏赫巴托尔号需依靠运送当地出产的羊毛、皮革或其他货物至俄罗斯销售等商业行为来贴补船只的日常运作。 2001年起，一艘被命名为「苏赫巴托尔三号」的老式俄罗斯拖船得以启用，现在参与库苏古尔湖的旅游业。